# Tschernomen-Gletscher
Der Tschernomen-Gletscher (bulgarisch ледник Черномен lednik Tschernomen) ist ein 5,6 km langer und 2,2 km breiter Gletscher auf der Barison-Halbinsel an der Graham-Küste des Grahamlands auf der Antarktischen Halbinsel. Er fließt südsüdwestlich des Butamja-Gletschers und westsüdwestlich des Talew-Gletschers in nordwestlicher Richtung zur Leroux-Bucht, die er südöstlich des Eijkman Point erreicht.
Britische Wissenschaftler kartierten ihn 1971. Die bulgarische Kommission für Antarktische Geographische Namen benannte ihn 2010 nach der Ortschaft Tschernomen im Süden Bulgariens.